# Пурин
Пурините са хетероциклични ароматни органични съединения, състоящи се от пиримидинов пръстен слепен с имидазолов пръстен. Пуриновите бази са по-големи сравнение с пиримидиновите. Техни представители са аденин и гуанин. Тези азотни бази са двупръстенни. Част са от нуклеотидите на ДНК и РНК. По правилото за комплементарност. Аденинът се свързва с тимина в ДНК и с урацила, който замества тимина в РНК. Гуанинът се свързва с цитозин и в ДНК, и в РНК.